# Matrox

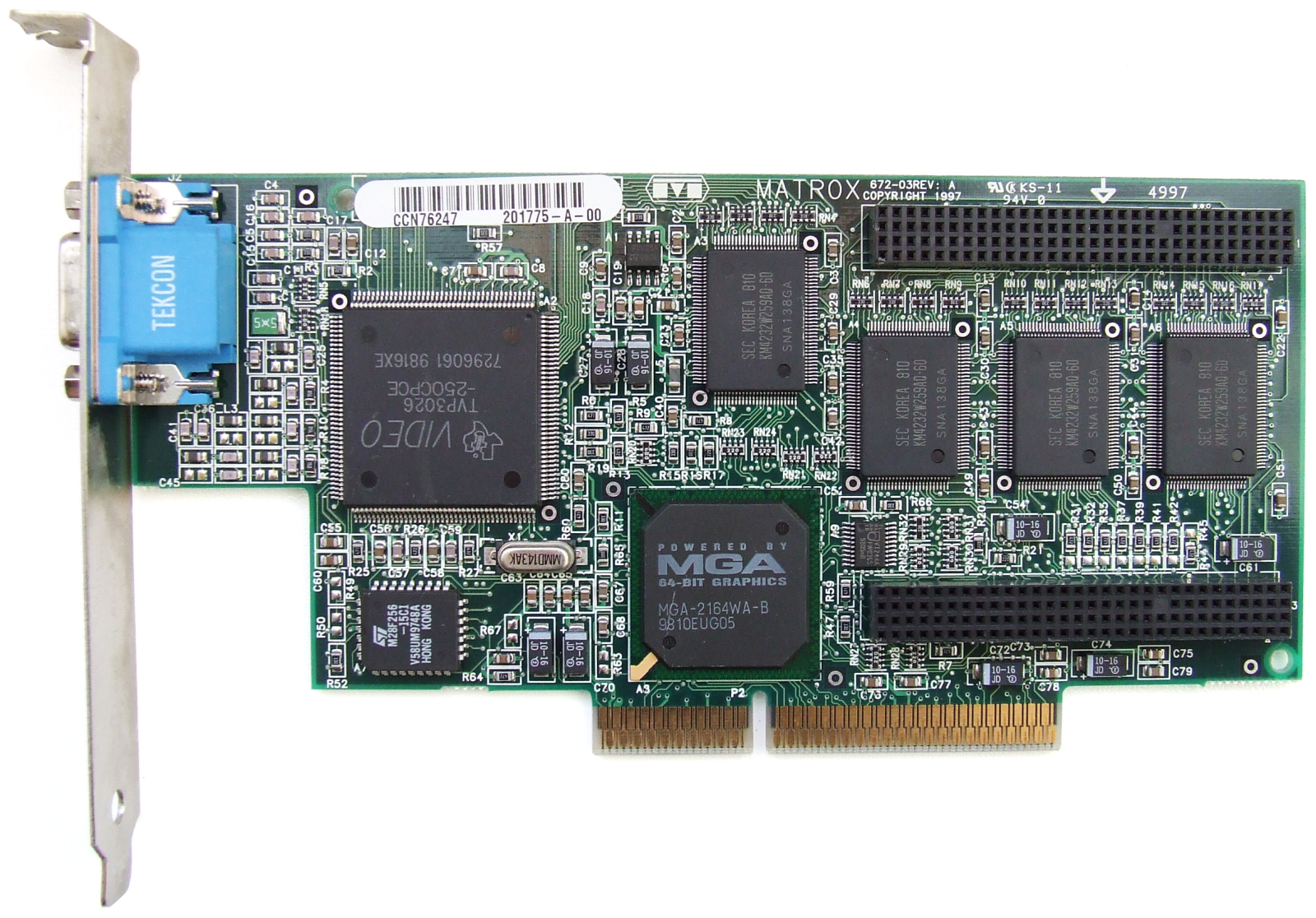
Matrox Millenium II

Matrox – kanadyjska firma dostarczająca sprzęt i rozwiązania do obsługi grafiki (w tym karty graficzne i chipsety), edycji wideo oraz przetwarzania obrazów. Firma znana jest głównie z produkcji kart graficznych przez oddział firmy Matrox Graphics Inc. zwanym MGA.

## Karty graficzne

### Lata 90.
- Matrox Ultima
- Matrox Impression
- Matrox Millennium
- Matrox Mystique
  - Matrox Mystique 220
- Matrox Millennium II
- Matrox m3D
- Matrox Productiva G100
  - Matrox Productiva G100 MMS

### Seria parhelia
Obsługa do 3 monitorów.
- Matrox Parhelia 128MB
- Matrox Parhelia 256MB
- Matrox Parhelia PCI 256MB
- Matrox Parhelia DL256

### Seria Millennium P
Obsługa od 2 do 3 monitorów.
- Matrox Millennium P650 PCIe 128
- Matrox Millennium P650 LP PCIe 64
- Matrox Millennium P650
- Matrox Millennium P650 Low-profile PCI
- Matrox Millennium P750

### Seria QID
Obsługa do 4 monitorów.
- QID
- QID Pro
- QID LP PCIe
- QID Low-profile PCI

### Seria MMS
Obsługa do 4 monitorów.
- G450x2 MMS
- G450x4 MMS

### Seria Millennium G
- Matrox G200
  - Matrox Mystique G200
  - Matrox Millennium G200
  - Matrox Millennium G200 LE
  - Matrox Millennium G200 DVI
  - Matrox Millennium G200 MMS
  - Matrox Marvel G200
  - Matrox Millennium G250

- Matrox G400
  - Matrox Millennium G400
  - Matrox Millennium G400 MAX
  - Matrox Marvel G400

- Matrox G450
  - Matrox Millennium G450
  - Matrox Millennium G450 DVI
  - Matrox Millennium G450 MMS
  - Digital First Millennium G450
  - Matrox Marvel G450 eTV
  - Matrox Millennium G450 Low-profile

- Matrox G550
  - Matrox Millennium G550 LP PCIe
  - Matrox Millennium G550
  - Matrox Millennium G550 Low-profile PCI
  - Matrox Millennium G550 Dual DVI
  - Matrox Millennium G550 PCIe

## Produkty specjalne
- Matrox Parhelia HR256 jest zaprojektowane do monitorów 9MP (3840x2400)
- Matrox Parhelia Precision SGT
- Matrox Parhelia Precision SDT
- Matrox Parhelia APVe Sort un flux HD component
- Matrox DualHead2Go umożliwia rozdzielenie sygnału video z komputera na dwa monitory tak aby system widział je jako jeden monitor szerokoformatowy.
- Matrox TripleHead2Go umożliwia pracę z pulpitem komputera rozciągniętym do wymiarów 3840 na 1024 pikseli na trzech ekranach po 1280 na 1024 punktów.
- Matrox Extio umożliwia pracę z komputerem poprzez światłowód znajdującym się w innym pomieszczeniu lub budynku.

## Inne
- Matrox RT.X100 Xtreme